# 精巣網嚢胞腺腫
精巣網嚢胞腺腫（せいそうもうのうほうせんしゅ、英: Rete tubular ectasia）または精巣網嚢胞形成（せいそうもうのうほうけいせい、英: Cystic transformation of rete testis）とは、通常、高齢の男性にみられる良性の疾患で、精巣網内に多数の小さな管状の嚢胞構造を伴う。

## 概要
通常55歳以上の男性にみられ、両側の精巣にみられることが多いが、非対称であることも多い。

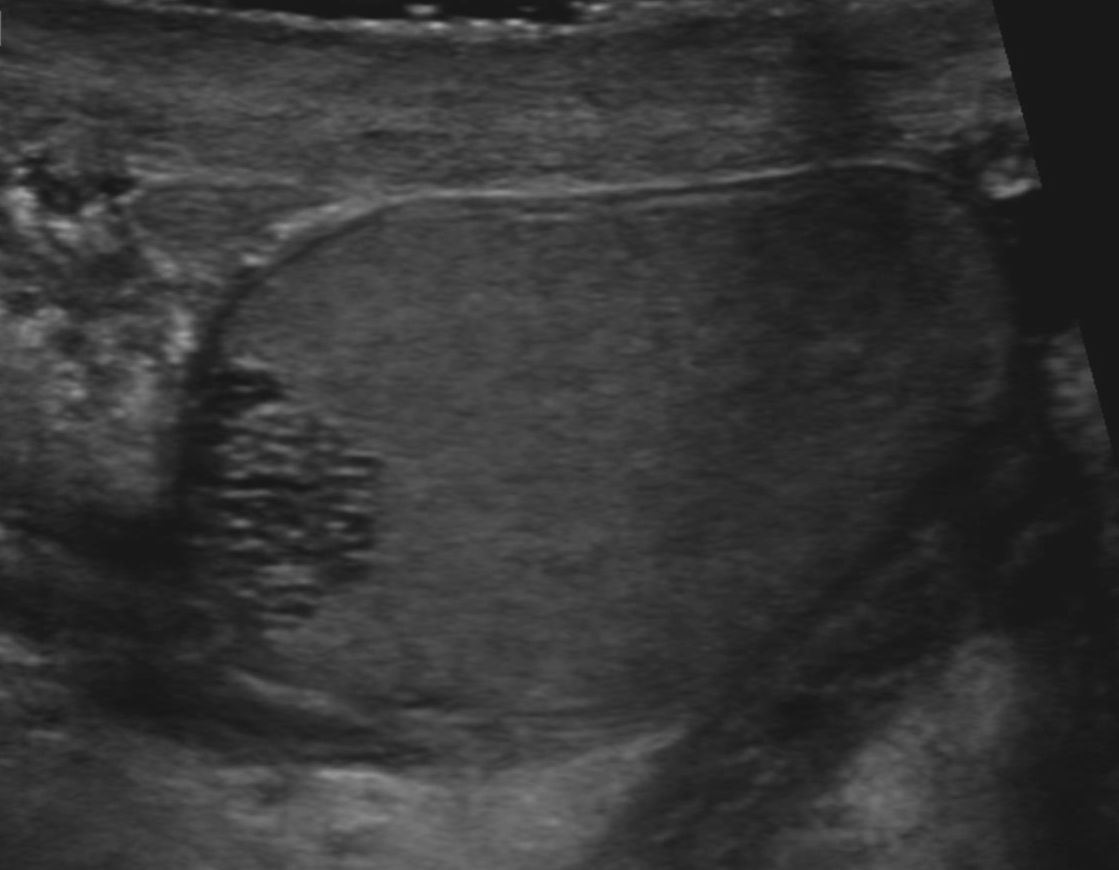
81歳男性における精巣網嚢胞腺腫の超音波検査偶発所見

## 発生機序
精巣網における嚢胞の形成は、精巣網と精巣上体頭部とを繋ぐ輸出管の閉塞と関連している。嚢胞はしばしば両側性である。

## 診断
この病態は超音波検査で発見できる。嚢胞性病変は通常、精巣縦隔部にみられ、縦隔を置換する細長い形状の病変である。精巣上体異常（精液瘤、精巣上体嚢腫、精巣上体炎など）を伴うことが多い。この疾患は、精巣の腫瘤性病変および精巣嚢胞と共通の位置に局在する。嚢胞性新生物とは異なり、特異的な腫瘍マーカーを示さない。精巣全体に広がる嚢胞性奇形腫のような精巣腫瘍とは異なり、精巣の管状拡張症は縦隔のみに限局していることも特徴である。

## 治療
通常、治療の必要はないが、症候性である場合、外科的治療の適応となる。

## その他のエコー画像例

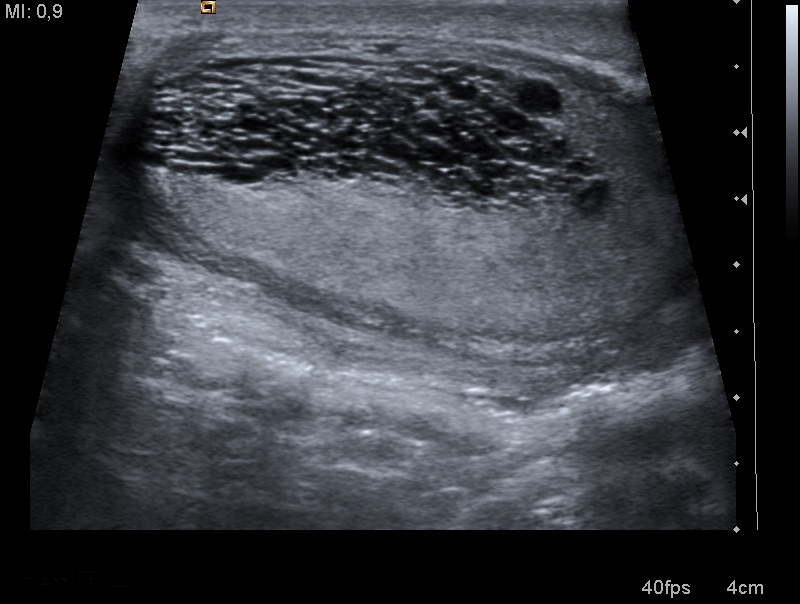
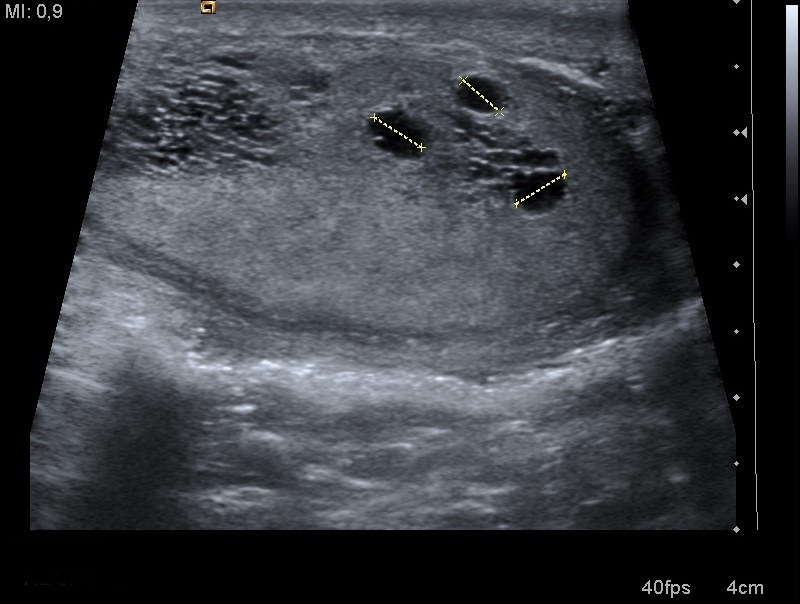
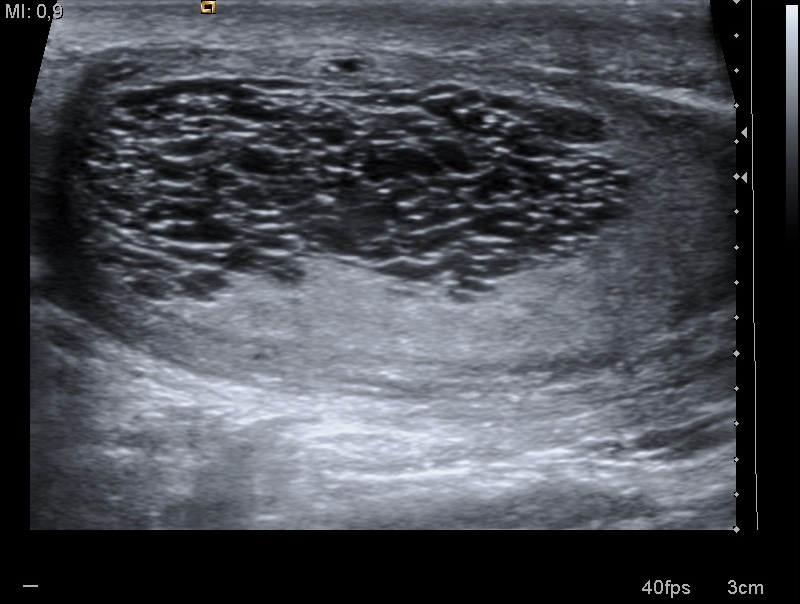